# Kongsvinger
Kongsvinger é uma comuna da Noruega, com 1 037 km² de área e 17 380 habitantes (censo de 2004).         